# Média de venda
Média de venda é o resultado da soma da quantidade de peças vendidas durante três meses dividida por três. Geralmente utilizada para previsão de vendas ou planejamento de produção.
A média de vendas, além de ser uma informação estatística muito importante para o acompanhamento e análise do comportamento das vendas, também serve de base para outros cálculos, como por exemplo: stock mínimo, stock máximo, sugestão de compras, médias de stock.
O cálculo da média de venda é um processo simples, mas alguns cuidados tiveram que ser levados em conta para garantir que esta média reflete algo próximo da realidade.  (Utilsoft, 2009).